# Sabulodes permutans
Sabulodes permutans là một loài bướm đêm trong họ Geometridae.